# Presidente da Reserva Federal dos Estados Unidos
O presidente do Conselho de Diretores do Sistema de Reserva Federal é o chefe do sistema de banco central dos Estados Unidos. A posição é conhecida coloquialmente como Fed chair ou Chair of the Fed. O presidente é o diretor em exercício do Quadro de Diretores do Sistema de Reserva Federal, sendo escolhido pelo Presidente dos Estados Unidos dentre o quadro de diretores, e exerce um mandato de quatro anos após a indicação, podendo ser reconduzido por vários mandatos consecutivos. O presidente que permaneceu por mais tempo na posição foi William Martin, servindo pelo período de 1951 a 1970. O atual presidente é Jerome Powell, indicado pelo presidente Donald Trump, em Novembro de 2017, e iniciou seu mandato em 5 de fevereiro de 2018.